# Agnetina abbreviata
Agnetina abbreviata és una espècie d'insecte pertanyent a la família dels pèrlids que es troba a Nord-amèrica, incloent-hi el comtat de Delaware (Nova York, els Estats Units).